# Tindhólmur
Der Tindhólmur ist eine kleine, schroffe Insel der Färöer, die aufgrund ihrer Größe nicht zu den 18 Inseln gezählt wird, sondern zu den Holmen der Färöer bzw. Schären. Mit 65 ha ist er der größte Holm des Archipels.
Tindhólmur heißt übersetzt „Gipfelholm“, etymologisch in etwa „Zinkenholm“, was auf seine bizarre Form mit den zackenförmigen Gipfeln zurückzuführen ist. Diese Gipfel heißen Ytsti, Arni, Lítli, Breiði und Bogni (Äußerster, Adler, Kleiner, Breiter und Gebogener).
Er gehört zu den bekanntesten Gemälde- und Fotomotiven der Färöer. 
Der Tindhólmur liegt westlich vor der Insel Vágar (Landkarte siehe dort) am Sørvágsfjørður entlang der Fährlinie von Sørvágur nach Mykines und gleichzeitig der Einflugschneise zum Flughafen Vágar. Zwischen Vágar und dem Tindhólmur stehen die Klippen Drangarnir, und weiter westlich liegt ein weiterer Holm, der Gáshólmur. Gute Aussicht genießt man auch von Bøur und Gásadalur aus und dem Bergpfad, der beide Orte verbindet.
An seiner Südseite bricht der Tindhólmur mit einer Steilwand jäh ab. Diese Form entstand in der Eiszeit. Auf dem Holm gibt es zwei Häuser, die aber nicht ständig bewohnt sind, sondern als Sommerhäuser dienen. Reguläre Verkehrsverbindungen gibt es nicht.